# Vokesimurex
Vokesimurex é um gênero de moluscos gastrópodes marinhos, carnívoros, pertencentes à família Muricidae. Foi descrito por E. J. Petuch em 1994, sendo a espécie Vokesimurex messorius o seu tipo nomenclatural. Antes as espécies deste gênero estiveram classificadas dentro do gênero Murex, ainda conservando o termo Murex como sua denominação vernácula. O seu nome, Vokesimurex, provém do cientista E. H. Vokes, catalogador de quatro espécies dentro deste gênero.

## Espécies
- Vokesimurex aliquantulus Houart & Héros, 2015
- Vokesimurex anniae (M. Smith, 1940) ( = Vokesimurex lindajoycae (Petuch, 1987))
- Vokesimurex bayeri Petuch, 2001
- Vokesimurex bellegladeensis (E. H. Vokes, 1963) ( = Vokesimurex morrisoni Petuch & Sargent, 2011)
- Vokesimurex blakeanus (Vokes, 1967)
- Vokesimurex bobyini (Kosuge, 1983)
- Vokesimurex cabritii (Bernardi, 1859)[3]
- Vokesimurex chrysostoma (G. B. Sowerby II, 1834) ( = Vokesimurex bellus (Reeve, 1845))
- Vokesimurex danilai (Houart, 1992)
- Vokesimurex dentifer (Watson, 1883) ( = Vokesimurex coriolis (Houart, 1990))
- Vokesimurex dolichourus (Ponder & Vokes, 1988)
- Vokesimurex donmoorei (Bullis, 1964)
- Vokesimurex elenensis (Dall, 1909)
- Vokesimurex gallinago (G. B. Sowerby III, 1903)
- Vokesimurex garciai (Petuch, 1987)
- Vokesimurex hamanni (Myers & Hertz, 1994)
- Vokesimurex hirasei (Hirase, 1915)
- Vokesimurex kiiensis (Kira, 1959)
- Vokesimurex lividus (Carpenter, 1857)
- Vokesimurex malabaricus (E. A. Smith, 1894)
- Vokesimurex messorius (G. B. Sowerby II, 1841)
- Vokesimurex mindanaoensis (G. B. Sowerby II, 1841)
- Vokesimurex multiplicatus (G. B. Sowerby III, 1895)
- Vokesimurex olssoni (Vokes, 1967)
- Vokesimurex purdyae (Radwin & D'Attilio, 1976)
- Vokesimurex rectaspira Houart & Héros, 2015
- Vokesimurex rectirostris (G. B. Sowerby II, 1841)
- Vokesimurex recurvirostris (Broderip, 1833)
- Vokesimurex rubidus (F. C. Baker, 1897)
- Vokesimurex ruthae (Vokes, 1988)
- Vokesimurex sallasi (Rehder & Abbott, 1951)
- Vokesimurex samui (Petuch, 1987)
- Vokesimurex sobrinus (A. Adams, 1863)
- Vokesimurex tricoronis (Berry, 1960)
- Vokesimurex tryoni (Hidalgo in Tryon, 1880)
- Vokesimurex woodringi (Clench & Pérez Farfante, 1945)
- Vokesimurex yuhsiuae Houart, 2014[1]

Uma espécie, Vokesimurex tweedianus (Macpherson, 1962), foi transferida para o gênero Haustellum.

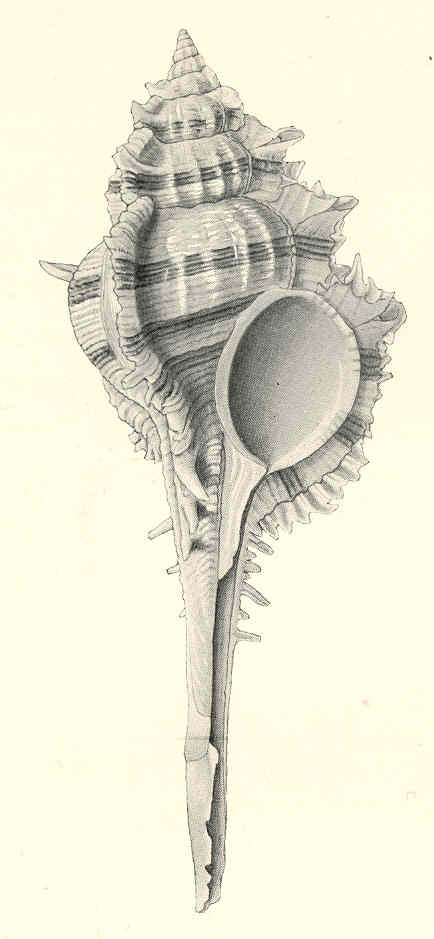
Ilustração de V. malabaricus.